# Antiarabismus
Antiarabismus, protiarabský rasismus či arabofobie jsou termíny odkazující na pocity a projevy nepřátelství, nenávisti, diskriminace, strachu nebo předsudků vůči Arabům, arabskému světu nebo arabštině na základě iracionálního pohrdání jejich etnickou a kulturní příslušností.
Projevy antiarabismu jsou útočení na arabský nacionalismus, překrucování historie, zdůrazňování domnělé arabské zaostalosti, popírání arabské kultury a kulturnosti a obecně nepřátelství a nenávist vůči všemu arabskému.
Mezi významné historické příklady antiarabského rasismu patří vyhnání Morisků ze Španělska v letech 1609 až 1614, tzv. pacifikace Alžírska v letech 1830 až 1875, libyjská genocida v letech 1929 až 1934, Nakba v mandátní Palestině a Izraeli v letech 1947 až 1949 a masakr Arabů během zanzibarské revoluce v roce 1964. V moderní době je antiarabismus zřejmý v mnoha zemích, včetně Spojených států amerických a Izraele, stejně jako v částech Evropy, Asie, Afriky a Amerik. Ve Spojených státech protiarabský rasismus vzrostl po útocích z 11. září, což mělo za následek rozšířené rasové profilování a zločiny z nenávisti proti arabským Američanům. Arabští občané Izraele a Palestinci na Izraelem okupovaných palestinských územích čelí institucionalizované segregaci a diskriminaci, kterou několik vědců charakterizovalo jako formu apartheidu. Na ochranu občanských práv jedinců arabského původu ve Spojených státech byly vytvořeny různé advokační organizace, jako je Americko-arabský antidiskriminační výbor a Rada pro americko-islámské vztahy.
Antiarabismus by neměl být zaměňován s islamofobií.

## Definice Arabů
Arabové jsou lidé, jejichž rodným jazykem je arabština. Původně šlo o semitské obyvatele Arabského poloostrova. Lidé arabského původu, zejména rodilí mluvčí angličtiny a francouzštiny arabského původu v Evropě a Americe, se také často identifikují jako Arabové. Kvůli rozšířené praxi islámu mezi arabskými populacemi je antiarabismus nepřesně zaměňován s islamofobií.
V arabském světě však existují prominentní arabské nemuslimské menšiny. Mezi tyto menšiny patří mimo jiné arabští křesťané v Libanonu, Sýrii, Palestině, Jordánsku, Egyptě, Iráku, Kuvajtu a Bahrajnu. Existují také značné menšiny arabských Židů (historicky část Mizrachim), Drúzů, Baháʼí a lidí bez vyznání.

## Historie
Na Pyrenejském poloostrově bylo antiarabství zaznamenáno v době tzv. reconquisty, která byla dovršena v roce 1492, kdy křesťané dobyli Granadský emirát. Všichni nekatolíci byli následně z území vyhnání. Takto byli do Severní Afriky v 17. století vysídleni také tzv. Moriskové, tedy Arabové, kteří dříve konvertovali ke křesťanství. Ti byli vyobcováni španělskou inkvizicí. Dodnes je termín Maurové ve Španělsku hanlivým výrazem.
Poté, co v roce 1948 Indie anektovala muslimský stát Hajdarábád, zde internovala a deportovala kolem sedmi tisíc Arabů.
Zanzibarská revoluce dne 12. ledna 1964 svrhla tamní arabskou dynastii. Podle zpráv bylo černými africkými revolucionáři vyhlazeno až 17 000 Arabů a tisíce dalších uprchly ze země.
Protiarabsky zaměřená byla také turkifikace v Osmanské říši nebo extrémně nacionalistický paníránismus v Íránu. Na počátku 20. a na konci 19. století, kdy Palestinci a Syřané z Osmanské říše migrovali do Latinské Ameriky, byla v těchto zemích běžná arabofobie (ačkoliv šlo z části o křesťany).

## Moderní antiarabismus

### Alžírsko
Antiarabismus je hlavním prvkem hnutí tzv. berberismu, které je rozšířené hlavně mezi obyvateli Alžírska (zejména mezi Kabyly a jinými etniky berberského původu). Má historické kořeny, protože Arabové jsou jimi považováni za nájezdníky, kteří obsadili Alžírsko a zničili jeho pozdně římskou a raně středověkou civilizaci, která byla považována za nedílnou součást Západu; tato invaze je považována za zdroj vysídlení alžírské berberské populace v Kabylii a dalších horských oblastech. Bez ohledu na to si Kabylové a další Berbeři dokázali zachovat svou kulturu a dosáhnout vysoké životní úrovně a vzdělání. Navíc mnoho Berberů mluví vlastním jazykem nebo francouzštinou; jsou nenáboženští, sekulární nebo evangelikální křesťané; a otevřeně se identifikují se západním světem. Mnoho berberských nacionalistů považuje Araby za nepřátelské lidi, kteří chtějí vymýtit jejich kulturu a národ. Berberské sociální normy omezují manželství s Araby, ačkoli je povoleno vzít si někoho z jiných etnických skupin.
Kořeny moderní arabofobie v Alžírsku lze zdůvodnit mnoha faktory. Pro některé je antiarabské hnutí mezi Berbery součástí dědictví francouzské kolonizace severní Afriky. Francouzi od začátku chápali, že aby zmírnili odpor muslimů vůči jejich přítomnosti, zejména v Alžírsku, museli se uchýlit k taktice rozděl a panuj. Nejzřetelnějším štěpením tamních obyvatel bylo etnické. Francie proto použila některé koloniální praktiky, aby zpřísnila svou kontrolu nad Alžírskem vytvořením rasového napětí mezi Araby a Berbery a dále mezi Židy a muslimy. Jiní tvrdí, že berberský jazyk a tradice jsou hluboce zakořeněny v severoafrické kulturní mozaice; po staletí berberská kultura přežila výboje, represe a vyloučení ze strany různých útočníků: Římanů, Arabů a Francouzů. Berbeři věří, že jejich identita a specifičnost byly ohroženy, a proto se obávali politických a ideologických důsledky arabizace. Postupná radikalizace a protiarabské nálady se poté začaly objevovat v Alžírsku a také mezi stovkami tisíc Berberů ve Francii, kteří byli v popředí berberského kulturního hnutí.

### Austrálie
V roce 2005 se odehrály nepokoje na předměstí Cronulla v Sydney, které byly označené jako antiarabské. Premiér spolkového státu Nový Jižní Wales Morris Iemma je označil za „ošklivý projev rasismu“.
Zpráva Australské komise pro lidská práva a rovné příležitosti z roku 2004 uvádí, že více než dvě třetiny muslimských a arabských Australanů tvrdí, že od útoků z 11. září zažily rasismus nebo rasistiské obtěžování a že 90 % respondentek zažilo rasistické zneužívání nebo násilí.

### Česko
Arabové jsou v českém smýšlení často považováni za násilné, agresivní, primitivní a omezené lidi, kteří diskriminují ženy. Podle průzkumů je negativní smýšlení o Arabech v Česku propojeno s negativním smýšlením o muslimech (viz islamofobie). V průzkumu Sociologického ústavu Akademie věd ČR z roku 2015, provedeného na vzorku Čechů, 53 % respondentů uvedlo, že považuje muslimy za líné, 68 % za násilnické, 38 % za hloupé a 62 % za porušující zákony. V roce 2018 agentura Median pro iDNES.cz zpracovala průzkum o vztahu Čechů k muslimské menšině, který ukázal, že 65 % respondentů mělo negativní vztah k českým muslimům. 82 % respondentů by vadilo, kdyby v jejich bytovém domě bylo komunitní centrum pro muslimy, 81 % by vadilo, kdyby jejich dítě mělo partnerský vztah s osobou vyznávající islám, 80 % by vadilo, kdyby v jejich čtvrti vznikla mešita, 35 % respondentů by vadilo, kdyby jejich dítě chodilo do školní třídy s muslimem/muslimkou.
V průzkumu agentury STEM z roku 2016 odpovídali čeští respondenti na otázku, jak by snášeli Araby za své sousedy. 25 % respondentů to považovalo „za zcela nepřijatelné“ a 31 % by to „neslo těžce“. Podle dat STEM se podíl Čechů, kteří by neměli žádný problém mít Araby za sousedy snížil od roku 2000 do roku 2016 z 33 % na 15 %.
Podle průzkumu Centra pro výzkum veřejného mínění (CVVM) z roku 2018, který hodnotil sympatie Čechů k národnostním menšinám v Česku, nejhůře v hodnocení dopadli Arabové a Romové, kteří byli nesympatičtí 73 % občanů ČR. Ve vztahu k Arabům rostly krajní nesympatie v letech 2015 a 2016. Podle analytiků CVVM je postoj k Arabům ovlivněn životní úrovní respondentů. Dotazovaným se špatnou životní úrovní jsou Arabové „velmi nesympatičtí“ v 50 % případů, zatímco lidem s dobrou životní úrovní ve 34 %.
Podle průzkumu Centra pro výzkum veřejného mínění (CVVM) z roku 2023 zůstávali Romové a Arabové menšinami s nejmenšími sympatiemi Čechů. Nicméně podíl antipatií klesal. Arabové byli nesympatičtí 56 % respondentů. Antipatie opět projevovali zejména lidé starší, s nižším vzděláním a především s nižší životní úrovní.

### Francie
Francie bývala koloniální říší. I po dekolonizaci si držela stále velkou postkoloniální moc nad svými bývalými koloniemi a využívala Afriku jako rezervoár pro práci, zejména ve chvílích krajní nouze. Během první světové války, nutnost rekonstrukcí a všeobecný nedostatek způsobily, že Francie z kolonií přivezla tisíce severoafrických pracovníků. V první světové válce navíc bylo Francií mobilizováno nebo odvedeno do armády přes dvě stě tisíc Alžířanů a dalších národů Severní Afriky. Po válce poptávka po pracovnících ještě rostla. Severoafričané byli většinou rekrutováni na nebezpečné a nízkopříjmové práce, nechtěné běžnými francouzskými dělníky. Tento velký počet přistěhovalců byl velkou pomocí pro rychlý hospodářský růst Francie po druhé světové válce. Sedmdesátá léta byla poznamenána recesí následovanou ukončením programů pracovní migrace a represí proti nelegálnímu přistěhovalectví. Během osmdesátých let vedla politická nepřízeň vůči sociálním programům prezidenta Mitterranda ke vzestupu Jeana-Marie Le Pena a dalších krajně pravicových francouzských nacionalistů. Veřejnost stále více obviňovala přistěhovalce z francouzských ekonomických problémů. V březnu 1990, podle průzkumu zveřejněného v Le Monde, 76 % dotázaných uvedlo, že ve Francii je příliš mnoho Arabů, zatímco 39 % uvedlo, že mají k Arabům „averzi“. V následujících letech ministr vnitra Charles Pasqua zásadně zpřísněnil imigrační zákony.
V roce 2004 kontroverzní zákon prezidenta Chiraca o zákazu hidžábu ve školách, prezentovaný jako „sekularizace škol“, byl svými kritiky interpretován jako „nepřímá legitimizace protiarabských stereotypů, která rasismus spíše podporuje než by mu předcházela“.

### Izrael

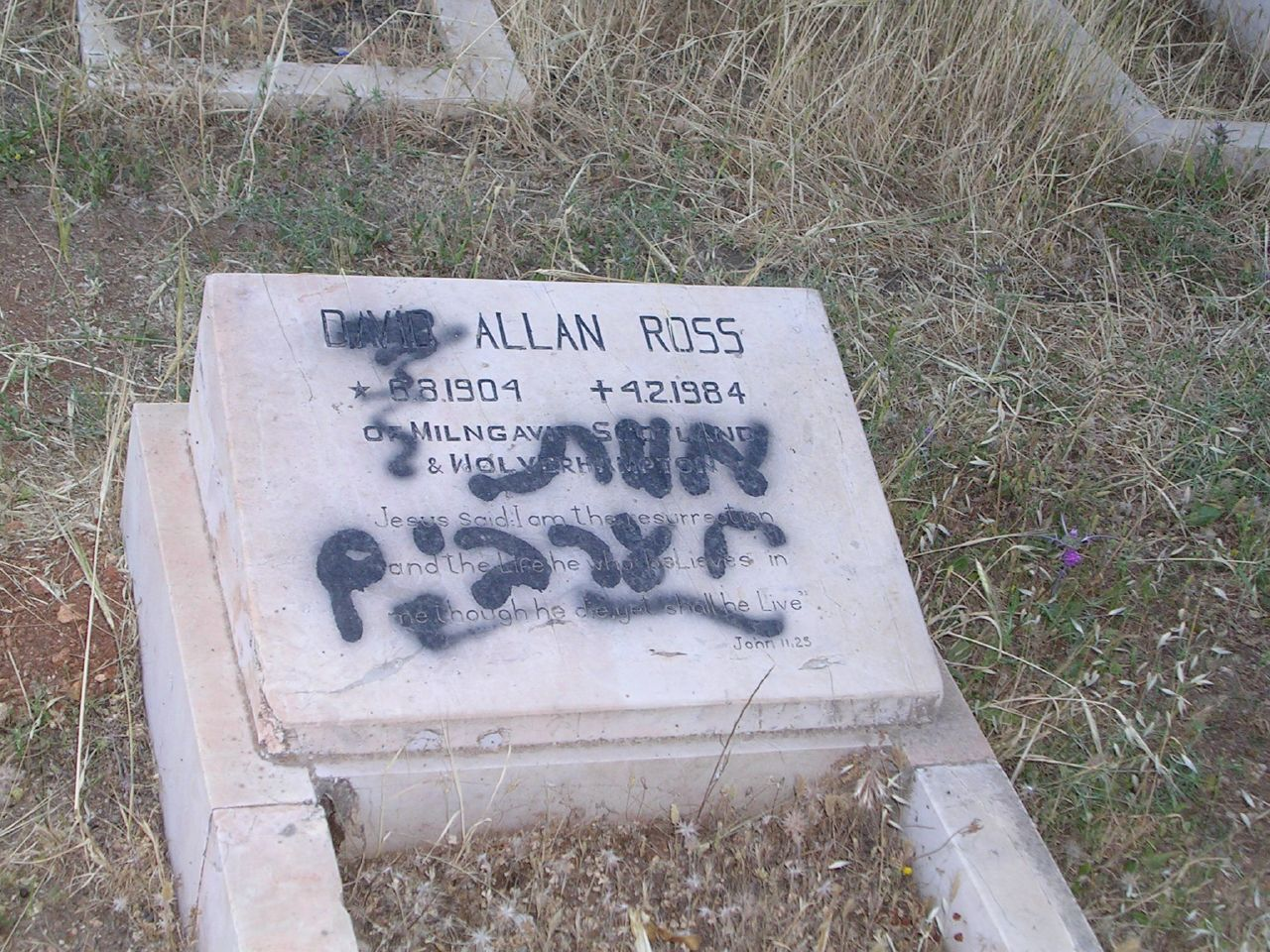
Poničený náhrobek. Nasprejován je hebrejský nápis „Smrt Arabům“.

V důsledku arabsko-izraelského konfliktu existuje v Izraeli vysoká míra nepřátelství mezi částmi židovské a arabské společnosti.
V minulosti bylo zjištěno, že učebnice zeměpisu používané v izraelských školách zobrazují Araby jako primitivní a zaostalé, přičemž Nakba, vysídlení palestinské populace v první arabsko-izraelské válce v roce 1948, byla zcela ignorována. Učebnice dějepisu podobně vykreslovaly palestinské obyvatelstvo negativně, ukazovaly je jako primitivní a kolektivně nepřátelské. Na rozdíl od zobrazení Židů, kteří se ukázali jako hrdinští a pokrokoví, izraelské učebnice delegitimizovaly Araby a téměř jednotně používaly negativní stereotypy o Arabech.
Zástupci Beduínů předložili OSN v roce 2006 zprávu, podle které se s nimi v Izraeli nezachází jako s rovnocennými občany a beduínským městům není poskytována stejná úroveň služeb, půdy a vody jako židovským městům stejné velikosti. Město Beer Ševa například odmítlo uznat svaté místo beduínů navzdory doporučení tamního vrchního soudu.
V roce 1994 židovský osadník na Západním břehu Jordánu a stoupenec rasistické strany Kach, Baruch Goldstein, zmasakroval 29 palestinských muslimských věřících v Jeskyni patriarchů v Hebronu. Při vyšetřovní se ukázalo, že před masakrem odmítl lékař Goldstein léčit Araby, včetně arabských vojáků v izraelské armádě. Během jeho pohřbu jeden rabín prohlásil, že „ani jeden milion Arabů nestojí za jeden židovský nehet“. Nicméně Goldstein byl okamžitě odsouzen ze strany hlavního proudu ortodoxních a mnozí Izraelcii označili Goldsteina za šílence. Tehdejší izraelská vláda masakr odsoudila a stranu Kach postavila mimo zákon.

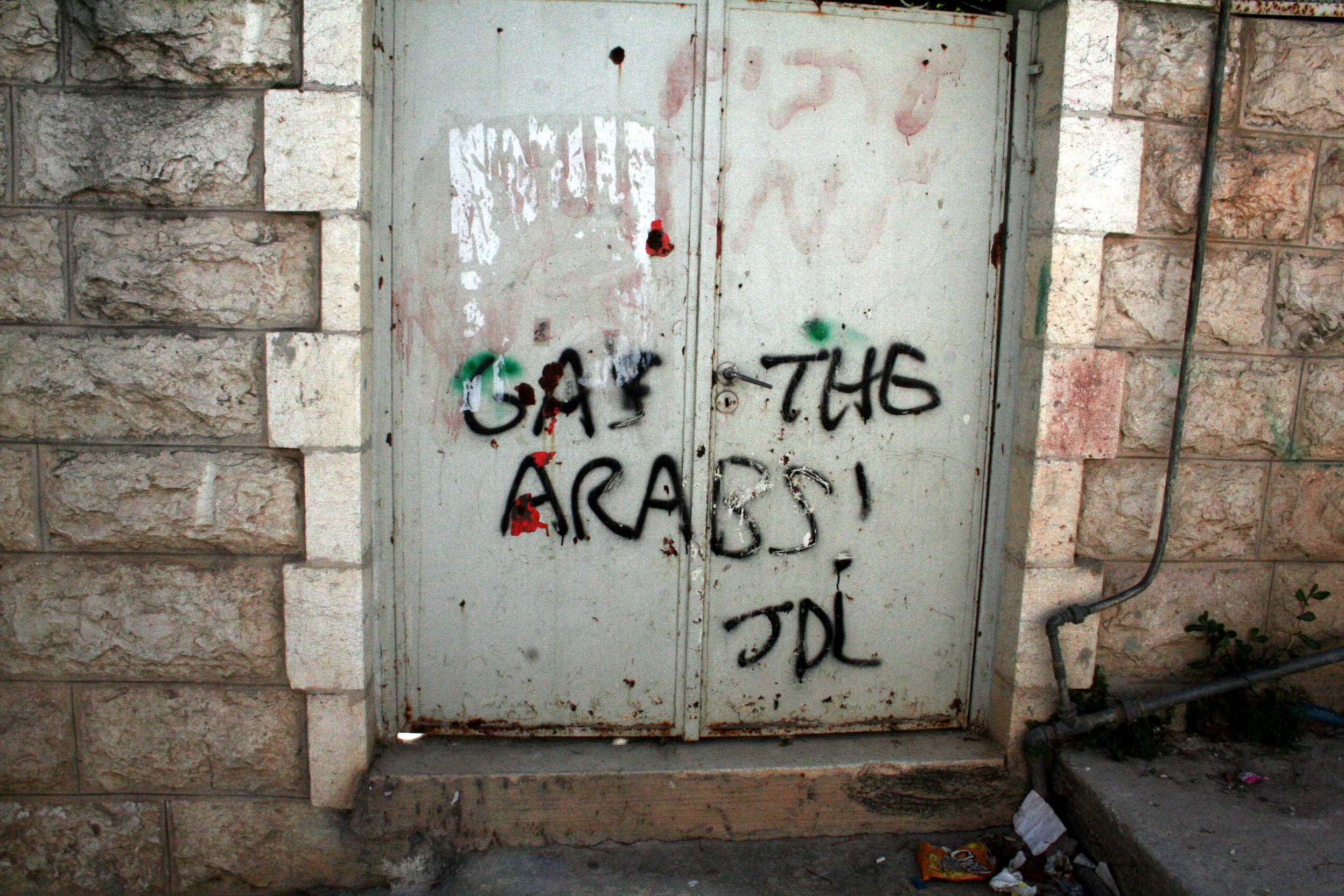
Nápis na palestinském domě v Hebronu, který vytvořili izraelští osadníci. Nasprejován je anglický nápis „Zplynujte Araby“.

Při řadě příležitostí izraelští židovští demonstranti a výtržníci používali rasistická protiarabská hesla. Například během arabských nepokojů v roce 2000 Izraelci protestovali v Nazaretu a Tel Avivu, házeli kameny na Araby, ničili arabské nemovitosti a někteří skandovali „smrt Arabům“. Někteří izraelsko-arabští fotbalisté čelí při hře skandování z davu jako „žádní Arabové, žádný terorismus“ apod. Mezi izraelskými týmy je Bejtar Jeruzalém považován za symbol židovského rasismu; fanoušci jsou nechvalně známí svým popěvkem „Smrt Arabům“ a tým má zákaz najímání arabských hráčů, což je politika, která je v rozporu s předpisy FIFA.
Podle průzkumu z roku 2006, který provedla společnost Geocartographia pro Centrum pro boj proti rasismu, 41 % Izraelců podporuje arabsko-izraelskou segregaci na místech zábavního průmyslu, 40 % věří, že „stát potřebuje podporovat emigraci arabských občanů“ a 63 % věří, že Arabové jsou „bezpečnostní a demografickou hrozbou“ pro Izrael. Průzkum ukázal, že více než dvě třetiny respondentů by nechtěly žít ve stejné budově jako Arab, 36 % věřilo, že arabská kultura je méněcenná a 18 % pociťovalo nenávist, když slyšeli arabštinu.
V roce 2007 Asociace pro občanská práva v Izraeli reportovala, že protiarabské projevy se zdvojnásobily a počet protiarabských rasistických incidentů vzrostl o 26 %. Zpráva citovala průzkumy, které naznačovaly, že 50 % židovských Izraelců nevěří, že by arabští občané Izraele měli mít stejná práva, 50 % uvedlo, že chtějí, aby vláda podpořila arabskou emigraci z Izraele, a 75 % židovské mládeže uvedlo, že Arabové jsou méně inteligentní a méně čistotní než Židé.
Průzkum v roce 2012 ukázal, že rasistické postoje přijímá velká většina Izraelců. 59 % židovských Izraelců uvedlo, že chtějí, aby byli Židé upřednostňováni při přijímání do zaměstnání ve veřejném sektoru, 50 % si přálo, aby stát obecně zacházel s Židy lépe než s Araby a více než 40 % si přálo oddělené bydlení pro Židy a Araby. Podle průzkumu 58 % podpořilo použití termínu apartheid k vyjádření izraelské politiky vůči Arabům. Průzkum také ukázal, že většina izraelských Židů by nechtěla rozšířit volební práva na Palestince, pokud by byl Západní břeh anektován Izraelem.
V červenci 2014 byl 16letý Palestinec Muhammad abú Chudajr unesen, zbit a upálen zaživa poté, co byli na Západním břehu uneseni a zabiti tři izraelští teenageři. Chudajrovi rodinní příslušníci obvinili izraelskou vládu z podněcování k vraždě a protiarabským nenávistným projevům a odmítli premiérovu soustrastnou zprávu, stejně jako návštěvu tehdejšího prezidenta Šimona Perese. Dva izraelští nezletilí byli shledáni vinnými z vraždy a odsouzeni k doživotí a 21 letům vězení.

### Írán

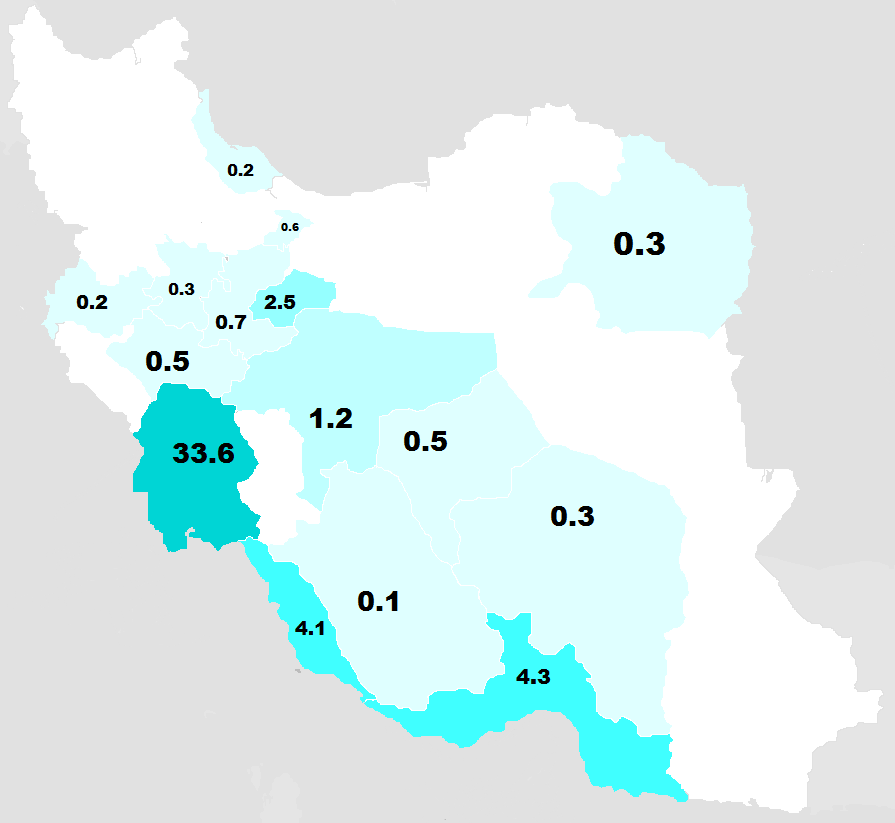
Podíl arabské populace v jednotlivých regionech Íránu (2010)

Organizace na ochranu lidských práv Amnesty International uvádí, že Arabové v praxi patří k řadě etnických menšin, které jsou znevýhodněny a trpí diskriminací ze strany íránských úřadů. Jejich separatistické tendence v Chúzistánu toto umocňují. Do jaké míry je situace, jíž čelí Arabové v Íránu, spojena s rasismem nebo jednoduše výsledkem politik, kterými trpí všichni Íránci, je předmětem diskusí. Írán je multietnická společnost, jejíž arabská menšina se nachází převážně na jihu země. Ve zprávě zveřejněné v únoru 2006 Amnesty International uvedla, že „arabské obyvatelstvo Íránu je jednou z ekonomicky a sociálně nejchudších komunit v Íránu“ a že Arabům „údajně bylo odepřeno zaměstnání ve státní sféře podle tzv. principu gozinesh [přidělení práce]“. Kritici takových zpráv poukázali na to, že jsou často založeny na útržkovitých zdrojích a nelze jim vždy věřit.
Antiarabství v Íránu je například zdůvodňováno historickou křivdou v podobě muslimského dobytí Persie a svržení Sásánovské říše v 7. stol. n. l. V 9. a 10. stol. n. l. v Íránu existovalo hnutí Šu‘úbija, které se postavilo proti privilegiím Arabů a bojovalo proti arabizaci Íránu.
V poslední době se antiarabismus objevil jako důsledek agrese režimu Saddáma Husajna v Iráku proti Íránu. Během irácko-íránské války (1980–1988) byli Arabové v Íránu považování za pátou kolonu, kterou režim ještě více diskriminoval. Arabské obyvatelstvo Íránu však hrálo důležitou roli při obraně Íránu během války a většina odmítla dbát výzvy Saddáma Husajna k povstání a místo toho bojovala proti svým Iráčanům.
Kritici poukazují na to, že Arabové mají v Íránu značnou sociální mobilitu, přičemž řada slavných Íránců ze světa umění, sportu, literatury a politiky má arabský původ. Tvrdí, že provincie Chúzistán, kde žije většina íránských Arabů, je ve skutečnosti jednou z ekonomicky vyspělejších provincií Íránu, více než mnoho provincií obývaných Peršany.

### Niger
V říjnu 2006 vláda Nigeru oznámila, že deportuje Baggáry žijící v oblasti Diffa ve východním Nigeru do Čadu. Tato populace čítala asi 150 000 lidí. Zatímco vláda obcházela Araby v rámci přípravy na deportaci, dvě dívky zemřely, údajně při útěku, a tři ženy potratily. Nigerská vláda nakonec kontroverzní rozhodnutí o deportaci Arabů pozastavila.

### Spojené státy americké
Během války v Perském zálivu v roce 1991 ve Spojených státech vzrostlo nepřátelství vůči Arabům. Arabští Američané zažili projevy nenávisti v důsledku teroristických útoků, včetně událostí, kterých se Arabové nijak nezúčastnili, jako byl bombový útok v Oklahoma City a exploze letu TWA 800. Podle zprávy, kterou připravil Arab American Institute, tři dny po bombovém útoku v Oklahoma City „bylo spácháno více než 200 vážných zločinů z nenávisti proti arabským Američanům a americkým muslimům. Totéž platilo i ve dnech následujících po 11. září.“
Podle průzkumu Arab American Institute z roku 2001 32 % Arabů uvedlo, že byli během svého života vystaveni nějaké formě etnické diskriminace, zatímco 20 % uvedlo, že od útoků z 11. září zažilo případ etnické diskriminace. Znepokojivá byla skutečnost, že celých 45 % studentů a 37 % Arabů muslimského vyznání uvedla, že se od 11. září stali terčem diskriminace.
Podle FBI a arabských skupin se po útocích z 11. září značně zvýšil počet útoků proti Arabům a muslimům, stejně jako proti dalším lidem, za ně mylně považovaným. Zločiny z nenávisti proti lidem původem nebo původem z Blízkého východu vzrostly z 354 útoků v roce 2000 na 1 501 útoků v roce 2001.

### Turecko
Turecko má za sebou historii silného antiarabismu. Během existence Osmanské říše se s Araby zacházelo jen jako s druhořadými poddanými a trpěli diskriminací ze strany osmanských tureckých vládců, navíc většinu hlavních vládních funkcí zastávali buď Turci, nebo nearabští lidé, s výjimkou Hidžázského vilájetu. Pozdější pokračování protiarabských politik, včetně procesu turkifikace, vedla k arabskému povstání proti Osmanům (1916–1918).
Mimo rámec historického nepřátelství je antiarabismus rozšířen také v tureckých médiích, protože turecká média a vzdělávací osnovy spojují Araby se zaostalostí. To nadále ovlivňovalo moderní tureckou historiografii, přičemž Arabové byli často stereotypně označováni jako „zlí, necivilizovaní, teroristé, neschopní atd.“ Toto zobrazení je ve značném kontrastu od zobrazování turkických lidí jako „vznešených, velkorysých, děsivých, loajálních, statečných a temperamentních válečníků“.
Protiarabské nálady jsou dále podporovány ultranacionalistickými skupinami, včetně Šedých vlků a pantureckých nacionalistických stran, které vyzývaly k invazím do Sýrie a Iráku, aby zabránily pokračující „arabské perzekuci“ tamního turkického obyvatelstva v mnoha arabských zemích Blízkého východu. Následně Turecko za prezidenta Erdoğana zahájilo sérii pronásledování své arabské populace a otevřeně mluvilo o rozšíření tureckých hranic.

### Západní média
Hollywoodská filmová produkce je kritizována za využívající nepřiměřené množství Arabů jako zločinců či padouchů a tím za zobrazování Arabů negativně nebo stereotypně. Podle Godfreyho Cheshirea, kritika z New York Press, „jediný krutý rasový stereotyp, který je nejen stále povolen, ale aktivně ho schvaluje Hollywood“, je stereotyp Arabů jako šílených teroristů.
Stejně jako obraz Židů v nacistickém Německu, obraz Arabů promítaný západními filmy je často obrazem „peněz chtivých karikatur, které touží po světové nadvládě, uctívají jiného Boha, zabíjejí nevinné a touží po blonďatých pannách“.
Jack Shaheen ve své knize Reel Bad Arabs zkoumal více než 900 filmových arabských postav. Z toho jen tucet bylo pozitivních a 50 vyrovnaných. Shaheen píše, že „[arabské] stereotypy jsou hluboce zakořeněny v americké kinematografii. Od roku 1896 až dodnes filmaři kolektivně označují všechny Araby jako veřejného nepřítele č. 1 – brutální, bezcitné, necivilizované náboženské fanatiky a po penězích šílené kulturní „jiné“ zaměřené na terorizaci civilizovaných obyvatel Západu, zejména [Křesťanů]. Hollywoodská karikatura [Araba] obchází stříbrné plátno. Je tam dodnes – odpudivý a nereprezentativní jako vždy.“